# Dião Crisóstomo
Dião Crisóstomo ou Dio Crisóstomo (em grego: Δίων Χρυσόστομος; romaniz.: Díon Chrisóstomos), também referido como Dião de Prusa ou Dião Cociano (em latim: Dio Cocceianus) (Prusa, hoje Bursa, ca. 40 – Prusa, ca. 120) foi um orador, escritor, filósofo e historiador da Grécia Antiga, vivendo no período da dominação romana.
Nasceu na província romana da Bitínia, hoje na Turquia, e seu pai deu-lhe educação esmerada. O início de sua vida foi dedicado ao serviço público e à escrita de ensaios Sofísticos e peças de retórica, mas em seguida passou a se dedicar intensamente à filosofia, sem limitar-se a qualquer escola em particular, e objetivando aplicar a doutrina à vida diária e aos assuntos da administração pública, onde manteve altos cargos. Contudo, parece ter encontrado mais interesse nas escolas Estoica e Neoplatônica.
Durante o reinado de Vespasiano se transferiu para Roma, onde parece ter se casado e tido uma criança. Criticando o governo de Domiciano e mantendo contato com conspiradores, foi exilado. Aconselhando-se com o oráculo de Delfos, vestiu um traje de mendigo e sem outra coisa na mão além de uma cópia do Fédon de Platão e da oração de Demóstenes A Embaixada, passou a viver como um filósofo Cínico, viajando pelos países ao norte e leste do Império Romano, visitando a Trácia, Mísia, Cítia e o país dos Getas, onde sempre foi bem recebido pela persuasão e poder de sua oratória, operando também atos piedosos.
Tornou-se amigo de Nerva, usando de sua influência junto às tropas da fronteira para favorecer o amigo quando Domiciano foi assassinado. Ascendendo ao trono, Nerva revogou seu exílio, e Dião voltou a Prusa, adotando o sobrenome Cociano para demonstrar gratidão pelo apoio recebido do imperador, cujo nome completo era Marco Coceio Nerva. Seu sucessor Trajano também tornou-se grande amigo de Dião, concedendo-lhe seu favor. Sua disposição amável ganhou-lhe a amizade de Apolônio de Tiana e Eufrates de Tiro, e sua oratória era admirada por todos. Seus anos finais foram passados em Prusa, onde esteve envolvido com reformas jurídicas.
São conhecidos oitenta de seus Discursos ou Orações, algumas cartas, um ensaio ameno Em louvor do Cabelo, e outros fragmentos. Seu apelido Crisóstomos significa "boca de ouro", por sua admirável eloquência. Filóstrato o considera um dos maiores retóricos e sofistas da Grécia. Seus escritos versam sobre política, ensino, ética, filosofia e estadismo.